# Río Callumani
Der Río Callumani, alternative Schreibweise: Río Cayomani, im Oberlauf auch Río Carhualaca, ist ein 36 km langer linker Nebenfluss des Río Apurímac in der Provinz Espinar der  Region Cusco in Südzentral-Peru.

## Flusslauf
Der Río Callumani entspringt an der Nordflanke des 5072 m hohen Cerro Mamana, eine Erhebung am Südwestrand des peruanischen Andenhochlandes. Das Quellgebiet liegt auf einer Höhe von etwa 4980 m. Am Oberlauf des Río Callumani befindet sich der See Laguna Carhualaca. Unterhalb des Sees fließt der Río Callumani nach Osten. Auf den letzten 10 Kilometern wendet sich der Fluss allmählich nach Nordosten. Bei Flusskilometer 6 passiert der Río Callumani das am linken Flussufer gelegene Distriktverwaltungszentrum Virginniyoc. Der Río Callumani trifft schließlich auf den Oberlauf des Río Apurímac. Die Mündung liegt auf einer Höhe von etwa 3990 m.

## Einzugsgebiet
Der Río Callumani entwässert den Südwesten des Distrikts Suyckutambo. Das etwa 203 km² große Einzugsgebiet wird im Südwesten und im Süden von einem über 4500 m hohen Höhenkamm eingerahmt. Obwohl die Mündungsschlucht mitnamensgebend für das regionale Schutzgebiet Tres Cañones ist, befindet sich das Einzugsgebiet des Río Callumani nicht in diesem.